# Bohuslav Fuchs

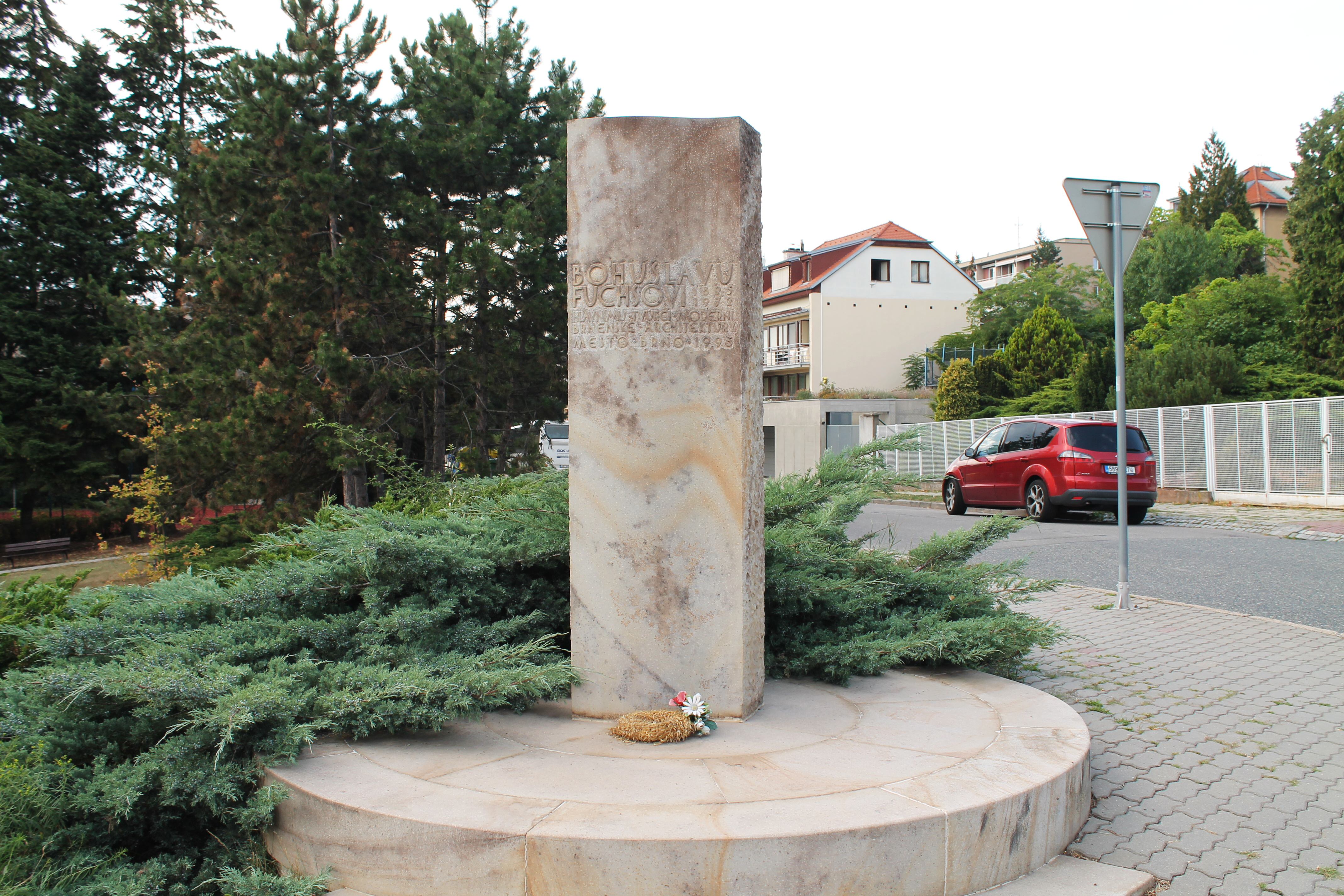
Obelisco memoriale di Bohuslav Fuchs a Brno

Bohuslav Fuchs (Všechovice, 24 marzo 1895 – Brno, 18 settembre 1972) è stato un architetto e artista ceco, e fu anche un interior designer. È stato un personaggio chiave per l'architettura moderna in Boemia.

## Biografia
Bohuslav Fuchs nacque in Moravia, a Všechovice, una piccola città vicino a Bystřice pod Hostýnem, dove c'era una delle botteghe della ditta Thonet, rinomata per la fabbricazione di sedie famose. Questa attività artigianale impiegava e ispirava la maggior parte delle persone nella zona, influendo anche la loro sensibilità
dell’artigianato. Il periodo di prosperità nel campo della produzione di sedie favorì un buon tenore di vita degli abitanti e alimentò anche l’attività del padre di Fuchs. Il giovane Fuchs cominciò a studiare al liceo e più tardi al liceo scientifico di Holešov, ma ne fu espulso per piccole ribellioni. Si formò quindi formato come muratore in un’azienda a Bystřice e lì progredì nel lavoro responsabile. Terminato questo apprendistato, proseguì gli studi alla scuola industriale di Brno –con specializzazione nel settore edile- dove avevano studiato (nella sezione tedesca) altre figure fenomenali dell'architettura europea: Adolf Loos, Josef Hoffmann e Joseph Maria Olbrich. La scuola aveva un ottimo livello professionale e forniva una preparazione superiore alle altre. Successivamente, Fuchs proseguì gli studi (dopo un breve tirocinio come
caposquadra) all’Accademia di Belle Arti di Praga.

## La formazione
La formazione di Fuchs fu breve e diretta e in qualche modo diversa dai suoi famosi colleghi più anziani: Le Corbusier e Mies. Oscillava tra le scuole eccelenti e il proprio apprendimento.

## Influenza di Bohuslav Fuchs
L´influenza dell’architetto sulla nascita e sviluppo dell’urbanistica moderna fu fondamentale non solo in Cecoslovacchia, ma anche sulla scala europea ed internazionale anche se, in realtà, è quasi sconosciuta per motivo di condizioni specifici del paese. Le opere e il profilo della sua personalità erano ignote a un vasto pubblico internazionale a causa del consistente divieto del suo lavoro dal regime comunista. Poi, dopo il 1950, avrebbe potuto difficilmente entrare sulla scena internazionale in seguito alla mancanza di pubblicazioni in patria. Il secondo motivo era il suo carico completo di lavoro con compiti specifici a Brno e in Moravia, quindi non aveva tempo per attività visionarie al di fuori del suo paese. Sebbene sia noto a un pubblico professionale durante gli anni 30 che si tratta di una delle personalità creative più notevoli (incluso Le Corbusier), questo messaggio in seguito si è indebolito ed è quasi scomparso. Dopo l’anno rivoluzionario 1989, è stato riconosciuto il contributo di Fuchs per lo sviluppo complessivo a „la vittoria“ finale dell’architettura moderna. Nella sua persona c’era il giusto rapporto tra audacia, talento e mite visionario, il tutto sorretto da una grande erudizione costruttiva e responsabilità. E successo anche che in termini di velocità di attuazione, Fuchs ha superato i suoi decenni più vecchi pionieri e fondatori dell’architettura moderna. Quando Ludwig Mies venne a Brno nel 1928 per progettare la villa Tugendhat, Fuchs aveva già eseguito quasi 19 realizzazioni moderne ed alcune di esse di altissimo livello misurato secondo gli standard internazionali.

## Persecuzioni
Bohuslav Fuchs si era laureato in una scuola d’arte (non in un’università tecnica) e ha realizzato la maggioranza delle sue opere solo su una licenza edilizia. Sebbene fosse la figura architettonica dominante senza rivali di tutta la Cecoslovacchia,
l’accesso al dipartimento accademico era quasi impossibile. Alla fine gli fu concessa un’eccezione e divenne professore di urbanistica (che amava di più), non di architettura. In seguito divenne il preside. Tuttavia, questo non ha impedito ad alcuni colleghi più giovani di sviluppare contro di lui, dopo il 1948, una campagna insidiosa e molto sofisticata. Tutto alla fine ha portato a un processo e una condanna in libertà vigilata. Il suo collega, Bedřich Rozehnal, è poi finito in prigione. Questi sono gli unici due casi in cui gli architetti sono stati condannati per il loro lavoro e devozione alle idee moderne, anche se è stato coprito formalmente.

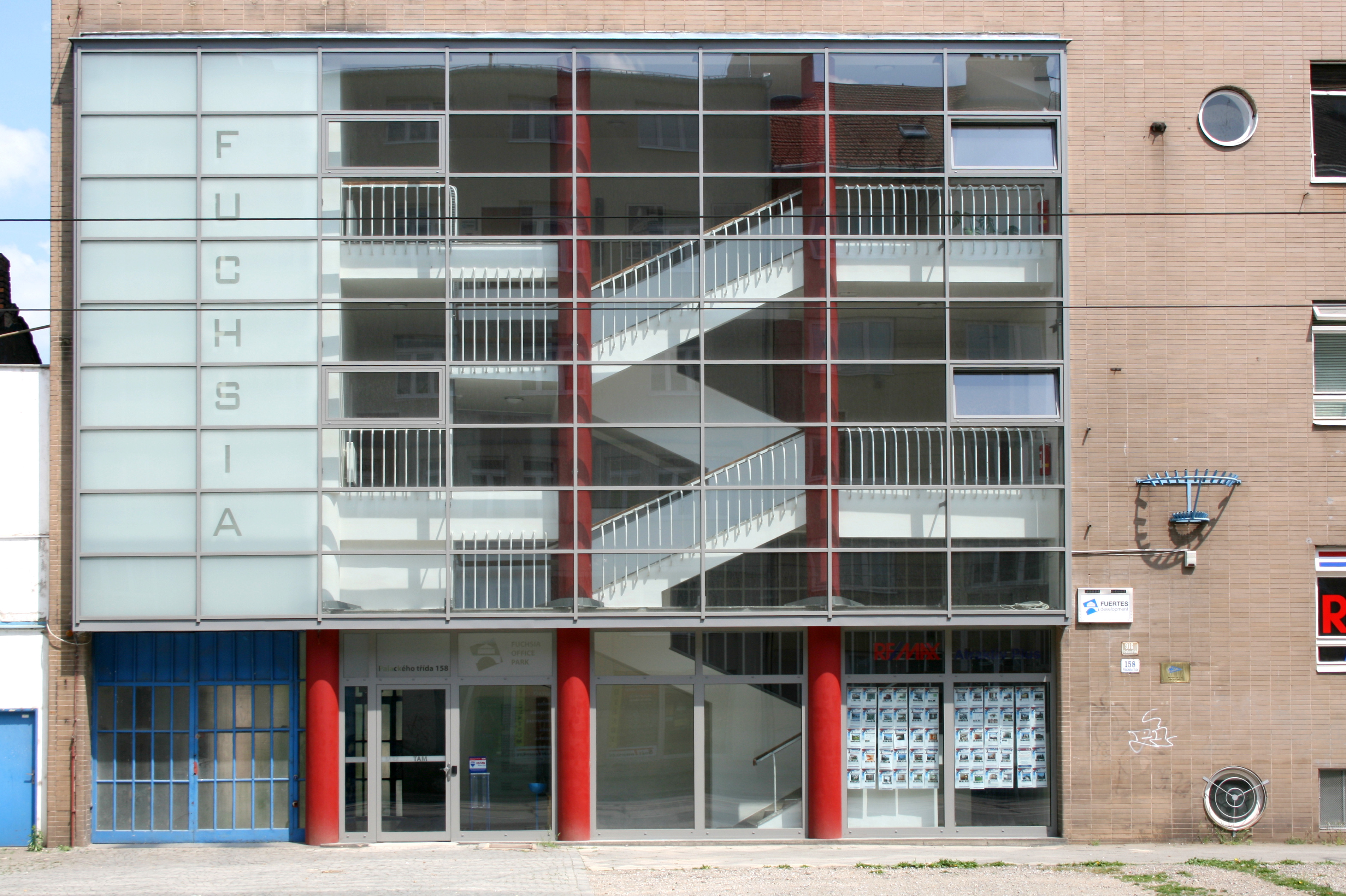
Ledificio della ditta ALPA a Brno

## Opere
Totale 172 opere costruite
- Hotel (rifugio) di montagna nome di Masaryk a Šerlich (Masarykova chata na Šerlichu) (1919-1922)
- Scambio di carne (Masná burza) a Brno (1924-1925)
- Café Zeman, Ringstrasse di Brno 12, Brno (1924-1926)
- Padiglione della cita Brno Brno (1927-1928)
- L´albergo AVION, Brno (1927)
- Dormitorio studentesco di nome Masaryk (Masarykův studentský domov) (1931)
- Scuola VESNA (Škola pro ženská povolání Vesna) (1931)
- La piscina all'aperto a Brno-Zábrdovice (Lázně Zábrdovice) (1931-32)
- Villa Petrák (Petrákova vila) (1934)
- La piscina all'aperto „Zelená žába“a Trenčianske Teplice (Slovacchia) 1934
- Villa Tesař (Tesařova vila) (1934)